# Dekadens
Dekadens è il primo EP della band depressive black metal Svedese Lifelover.

## Tracce
1. Luguber Framtid – 3:06
2. Myspys – 4:04
3. Major Fuck Off – 2:25
4. Lethargy – 4:00
5. Androider – 5:11
6. Visdomsord – 2:47
7. Destination: Ingenstans – 4:31

## Formazione
- ( ) - voce
- B - chitarra, voce, pianoforte
- H. - chitarra
- Fix - basso
- Non - batteria